# Camptopteroides alata
Camptopteroides alata är en stekelart som beskrevs av Lin 1999. Camptopteroides alata ingår i släktet Camptopteroides och familjen dvärgsteklar. Inga underarter finns listade.